# Kopitnjakovke
Kopitnjakovke (jabučnjače, vučje stope, lat. Aristolochiaceae), biljna porodica u redu paparolike kojoj pripada 8 rodova sa 724 priznate vrste.
Porodica je dobila ime po rodu vučja stopa (Aristolochia), a u hrv. jeziku po rodu kopitnjak (Asarum). Najveći broj vrsta raste po Južnoj Americi u tropskim i suptropskim predjelima. Neke vrste su otrovne i ljekovite, a neke se uzgajaju kao ukrasno bilje.
U Hrvatskoj raste A. clematitis (žuta vučja stopa), a na Pagu A. lutea, za koju se prije mislilo da je zasebna vrsta pa je imenovana imenom Aristolochia croatica, a opisao ju je Horvatić. 	

## Opis
Aristolochiaceae, poerodica kopitnjakovki, uključuje prekoko 700 vrsta drvenastih loza, zeljastih vrsta i grmova. Većina vrsta je rasprostranjena u tropima obje hemisfere, iako je nekoliko rodova u umjerenom pojasu. U usporedbi s cvjetovima drugih poroldica Piperales, oni Aristolochiaceae obično su veliki, a neki hvataju u zamku muhe oprašivače koje mame neugodni mirisi. Kopitnjak (Asarum) i Saruma su zeljasti rodovi sjevernog umjerenog pojasa, najraznovrsniji u istočnoj Aziji. Vučja stopa (Aristolochia) uključuje više od 400 vrsta loze i bilja, od kojih su mnoge tropske. Upravo se ova skupina ponekad dijeli na dva ili četiri odvojena roda.
Nekoliko vrsta je važno kao biljni lijekovi, a brojne se uzgajaju kao ukrasne biljke. Filogenetski dokazi doveli su do uključivanja bivših poroldica Hydnoraceae i Lactoridaceae unutar Aristolochiaceae pod taksonomski sustav APG IV. 
Čaška (vanjski dio cvijeta) je trodijelna. Cvjetovi nekih vrsta nemaju latice, dok su kod oni drugih veliki i smrdljivi. Sjevernoameričke vrste uključuju “virginijski zmijski korijen” (Aristolochia serpentaria), “pelikanov cvijet” (A. grandiflora) i “nizozemsku lulu” (A. macrophylla). Žuta vučja stopa, engleski nazivana “European birthwort” (A. clematitis) nosi blijedožute cvjetove u obliku trube u grozdovima od dva do osam. Biljka ima srcolike listove sa sitno nazubljenim rubovima i kruškolike viseće plodove. Biljka je otrovna, ali se njezin ekstrakt u prošlosti koristio za olakšavanje poroda (otuda i naziv) i u liječenju zmijskog ugriza.
Srodni azijski rod Thottea ima oko 25 vrsta grmova i polugrmova, od kojih su neke važne u tradicionalnoj i ayurvedskoj medicini.
Rod Asarum obuhvaća 100 vrsta zeljastih biljaka sjevernog umjerenog pojasa, a najraznovrsniji je u istočnoj Aziji. “Kanadski divlji đumbir” (Asarum canadense) i “asarabacca” (A. europaeum), “europski divlji đumbir” ili šumski kopitnjak, česte su vrste. Srodni rod Saruma sadrži jednu vrstu, uspravni “divlji đumbir” (S. henryi), koji se ponekad uzgaja kao ukras.
Jedini pripadnik roda Lactoris je ugrožena L. fernandeziana. Biljka raste na jednom otoku – otoku Nearer Land, u arhipelagu Juan Fernández, 650 km (400 milja) zapadno od Čilea. Sićušni grm rijetko je rasprostranjen u šumama prekrivenim maglom, a njegova glavna prijetnja su životinje koje pasu i konkurencija otpornijih biljaka.

## Potporodice
- Asaroideae Burnett
  - Tribus Sarumeae O. C. Schmidt ex Reveal
    - Saruma Oliv. (1 sp.)

  - Tribus Asareae Rchb.
    - Asarum L. (118 spp.)
    - Hexastylis Raf. (16 spp.)
- Lactoridoideae ined.
  - Lactoris Phil. (1 sp.)
- Aristolochioideae Burnett
  - Tribus Apameae Soler.
    - Thottea Rottb. (44 spp.)

  - Tribus Aristolochieae Dumort. ex Spach
    - Endodeca Raf. (2 spp.)
    - Isotrema Raf. (110 spp.)
    - Aristolochia L. (425 spp.)
- Hydnoroideae Walpers
  - Hydnora Thunb. (10 spp.)
  - Prosopanche de Bary (7 spp.)

## Sinonimi
- Hydnoraceae C.Agardh
- Lactoridaceae Engl.